# Чонг, Маркус
Маркус Чонг (англ. Marcus Chong, при рождении Маркус Уайатт; род. 8 июля 1967, Сиэтл, Вашингтон) — американский киноактёр, наиболее известный по роли оператора Тэнка в первой части трилогии «Матрица».

## Биография
Маркус Чонг родился в Сиэтле, США. Свою актёрскую карьеру Чонг начал ещё в детстве в возрасте 11 лет снимаясь в небольших эпизодических ролях. Несмотря на большой актёрский стаж, значимые роли ему стали предлагать только в начале 90-х. Это фильмы "Американское сердце" 1992 года и "Пантера" 1995 года. В 1998 году актёр получает второстепенную роль Тэнка, персонажа в культовом научно-фантастическом боевике "Матрица". За эту роль Чонг получил гонорар в размере 28 тыс. долларов.
Во время съемок фильма актёр Джо Пантолиано, сыгравший роль Сайфера, сообщил Чонгу что якобы его гонорар составил 1 млн долларов. Чонг посчитал себя ущемленным после этих слов, хотя по сюжету роль Пантолиано была более существенной. В дальнейшем Вачовски хотели чтобы актёр вернулся к роли Тэнка в двух продолжениях "Матрицы" и предлагали ему гонорар в размере 250 тыс. долларов за участием в каждом из двух фильмов, но Чонг заявил что готов сниматься только если сумма будет увеличена до 500 тыс. долларов. После этого требования продюсеры приняли решение просто убрать персонажа Чонга из сценария продолжений, лишь вставив в реплики других персонажей фразу что Тэнк погиб.
Это поворот вывел актёра из себя и он начал нападки на продюсеров, представителей кинокомпании и режиссёров Вачовски засыпая их угрозами и телефонными звонками. В результате этого в 2000 году Чонга задержала полиция, предъявив обвинения в угрозах. Позже актёр отправился в суд где уверял что между ним и представителями кинокомпании было устное соглашение что ему гарантировано место в двух сиквелах "Матрицы". Маркус Чонг настаивал, что создатели нарушают его права. Судебное разбирательство закончилось не в пользу Чонга и фактически поставило крест на его актёрской карьере, т.к. режиссёры и продюсеры не хотели иметь дело со столь скандальным актёром. В дальнейшем он снялся лишь в небольших эпизодических ролях в паре сериалов и в провальном сиквеле фильма "Ворон". В 2018 году Чонг выпустил собственный документальный фильм где попытался изложить свою точку зрения на конфликт между ним, продюсерами "Матрицы", Вачовски и Гильдией киноактеров США, но крупные издания оставили данный фильм без внимания. В 2019 году он выпустил книгу под названием "The Kill Off" где вновь пытался привлечь внимание к своей проблеме, но это также не увенчалось успехом.

## Избранная фильмография
| Год       |    | Русское название                      | Оригинальное название             | Роль              |
| --------- | -- | ------------------------------------- | --------------------------------- | ----------------- |
| 1978      | с  | Маленький домик в прериях             | Little House on the Prairie       | Самсон            |
| 1979      | с  | Даллас                                | Dallas                            | Джимми Монро      |
| 1980      | ф  | Следующий фильм Чича и Чонга          | Cheech & Chong’s Next Movie       | Джонни            |
| 1989      | с  | Сослан на планету Земля               | Hard Time On Planet Earth         | Тим               |
| 1991      | тф | Полёт чёрного ангела                  | Flight Of Black Angel             | Драгонфлай        |
| 1991—1993 | с  | Улицы Правосудия                      | Street Justice                    | Мигель Мендес     |
| 1992      | ф  | Американское сердце                   | American Heart                    | Терри Космос      |
| 1995      | ф  | Пантера                               | Panther                           | Хьюи Перси Ньютон |
| 1995      | с  | Надежда Чикаго                        | Chicago Hope                      | Рамси Коулман     |
| 1999      | ф  | Матрица                               | The Matrix                        | Тэнк              |
| 2001      | с  | Закон и порядок: Специальный корпус   | Law & Order: Special Victims Unit | Даррелл Гуан      |
| 2002      | с  | Закон и порядок: Преступное намерение | Law & Order: Criminal Intent      | Джонни Уэст       |
| 2005      | ф  | Ворон: Жестокое причастие             | The Crow: Wicked Prayer           | Война             |
| 2009      | с  | 4исла                                 | Numb3rs                           | Джонс             |
| 2010      | с  | Чёрная метка                          | Burn Notice                       | Кейлеб            |